# Avenida Samuel Alcázar
La avenida Samuel del  Alcázar es una de las principales avenidas del distrito del Rímac en la ciudad de Lima, capital del Perú. Se extiende de sureste a noroeste a lo largo de diez cuadras. Asimismo, sigue el trazo de la alameda Los Bobos. Lleva el nombre del coronel Samuel del Alcázar (1864 - 1924).

## La Av. Alcázar en la cultura popular
La avenida Alcázar es la principal protagonista en el segundo álbum de la banda de rock alternativo e indie rock: Plutonio de Alto Grado. La banda ha contado que los principales compositores, los hermanos Oriondo, llegaron a vivir en esta avenida en el periodo de tiempo que escribieron "Desvío Alcázar". Compuesta por 10 tracks al igual que las 10 calles que configuran la Av. Alcázar, cuentan una historia de amor, desamor y nostalgia que tienen de escenario principal esta avenida ubicada en el distrito del Rímac